# Arroio Mangrullo
O Arroio Mangrullo é um curso de água uruguaio no departamento de Cerro Largo.
A sua nascente é a Coxilha de Mangrullo, sua foz é o  Rio Tacuarí.